# Creu de Corminons
La Creu de Corminons era una creu de terme de Tona (Osona) que estava situada prop de la masia Corminons de la Creu, a la que donava nom.
La creu, desapareguda ja fa dècades, sembla que estaria emplaçada on hi havia hagut un mil·liari romà, a la cruïlla d'una via i un vial secundari.